# グラナダのアルハンブラ、ヘネラリーフェ、アルバイシン
グラナダのアルハンブラ、ヘネラリーフェ、アルバイシン地区（グラナダのアルハンブラ、ヘネラリーフェ、アルバイシンちく）はスペインにあるユネスコの世界遺産（文化遺産）に登録されたグラナダの世界遺産（ID314）としての名称である。

## 概要
グラナダはナスル朝の首都であった。ナスル朝はイベリア半島（アル＝アンダルス）で最後まで残存したイスラーム勢力である。レコンキスタでイスラーム勢力が衰えていく中でマリーン朝がイベリア半島から撤退し、これによりイスラーム教徒がグラナダに流れ込んだ。その中にはイスラームの高度な技術を持った職人もいた。当時のナスル王、ムハンマド5世（在位・1354年 - 1359年、1362年 - 1391年）がこれらの技術者を保護したことによりグラナダに世界を代表する高度なイスラーム文化が花開くことになった。
19世紀には外交官、ワシントン・アーヴィングの紀行文によって世界に広く紹介された。

## 登録された物件

### アルハンブラ宮殿
アルハンブラ宮殿（Palacio de la Alhambra）はグラナダのイスラーム建築の傑作とされる。その美しさから「イスラーム建築の華」とよばれることもある。特に「二姉妹の間」の天井の鍾乳石はその緻密さから、「蜂の巣」と呼ばれ世界最高の建築とたたえられることもある。

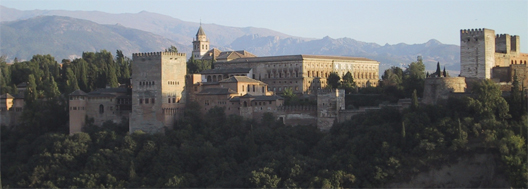
アルハンブラ宮殿

　　　　　

### ヘネラリフェ
ヘネラリーフェ（El Generalife）は王族のための夏用の離宮である。イスラームの天国をイメージしたとされる庭園があり、詩人に好んで歌い上げられた。

### アルバイシン
アルバイシン(El Albayzín)はグラナダ市内でもっとも古い地区とされる。元々はイスラーム教徒のための居住区である。白壁を特徴とし、その景観を壊す開発が禁じられている。

## 登録基準
この世界遺産は世界遺産登録基準のうち、以下の条件を満たし、登録された（以下の基準は世界遺産センター公表の登録基準からの翻訳、引用である）。
- (1) 人類の創造的才能を表現する傑作。
- (3) 現存するまたは消滅した文化的伝統または文明の、唯一のまたは少なくとも稀な証拠。
- (4) 人類の歴史上重要な時代を例証する建築様式、建築物群、技術の集積または景観の優れた例。

### ギャラリー

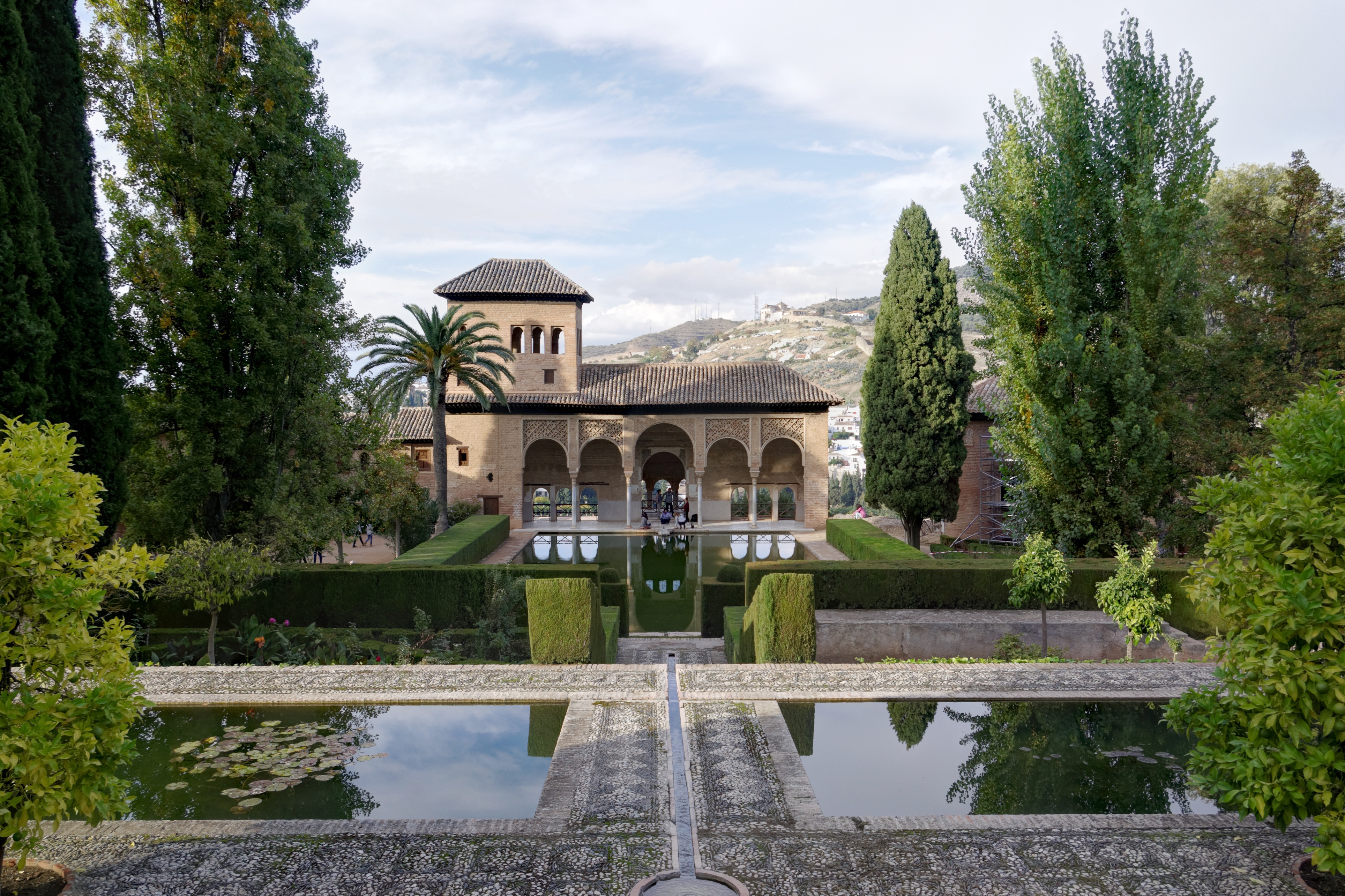
アルハンブラ宮殿のパルタル庭園
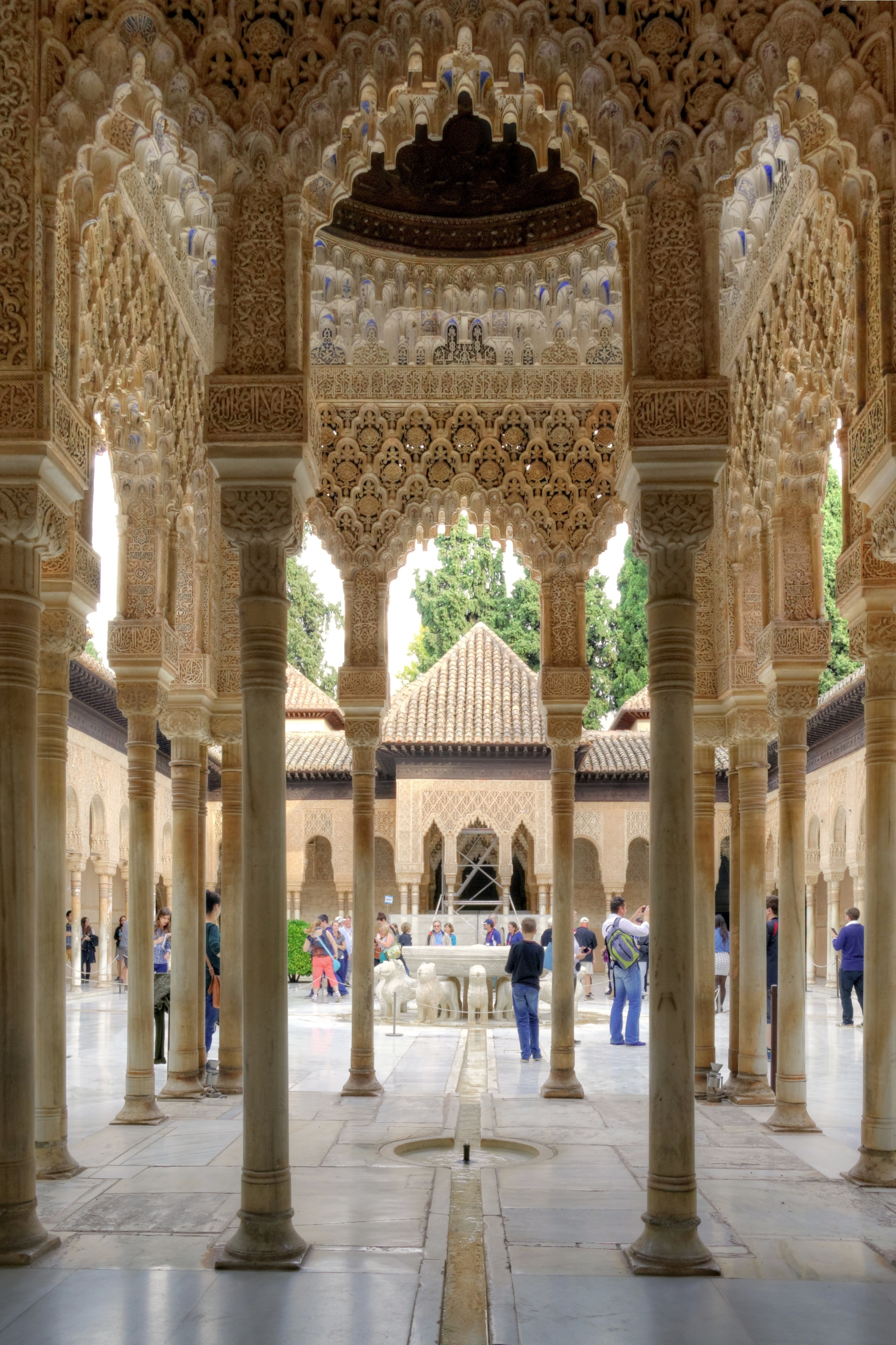
アルハンブラ宮殿のライオンの中庭
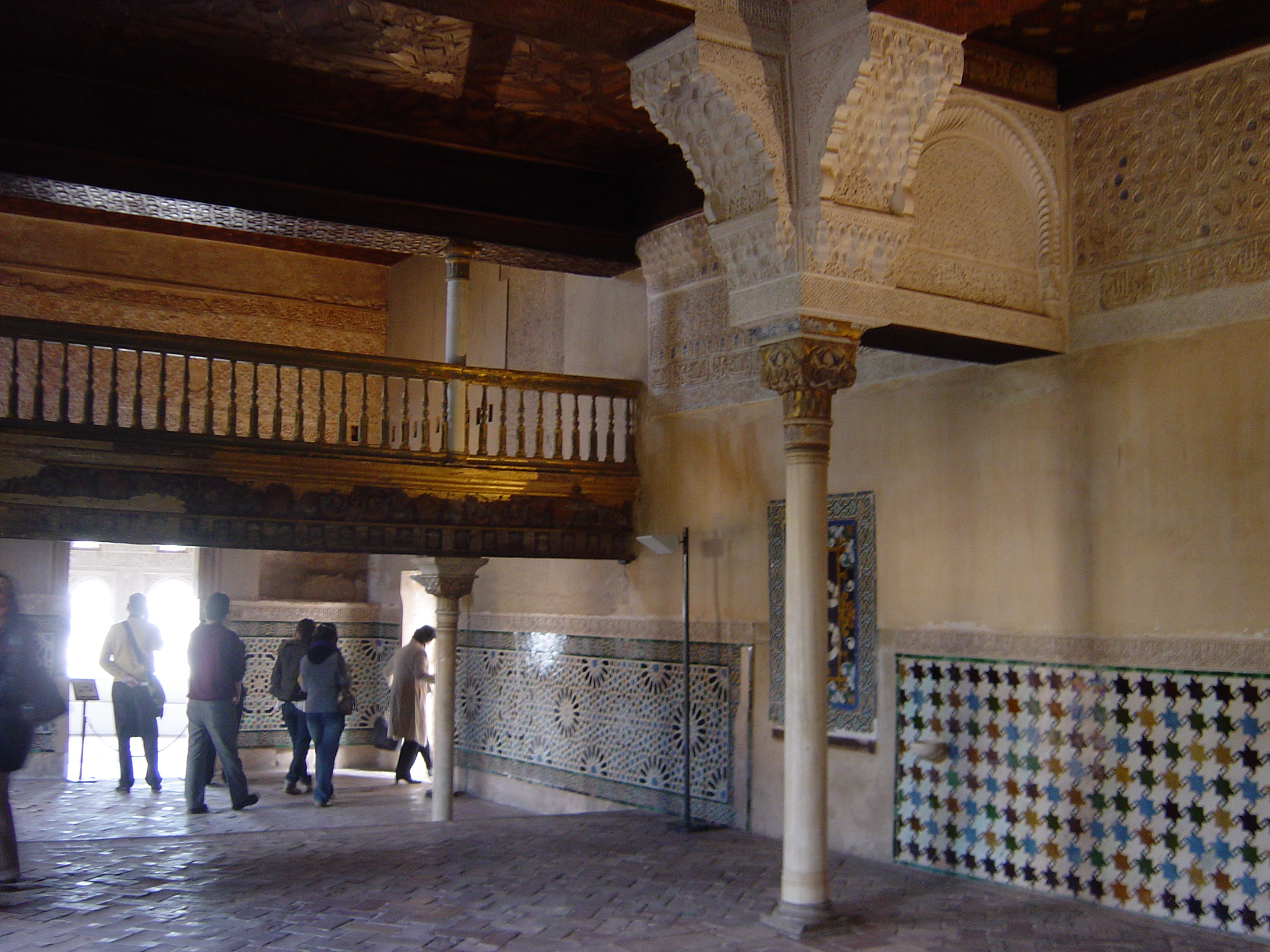
アルハンブラ宮殿、ナスル朝宮殿
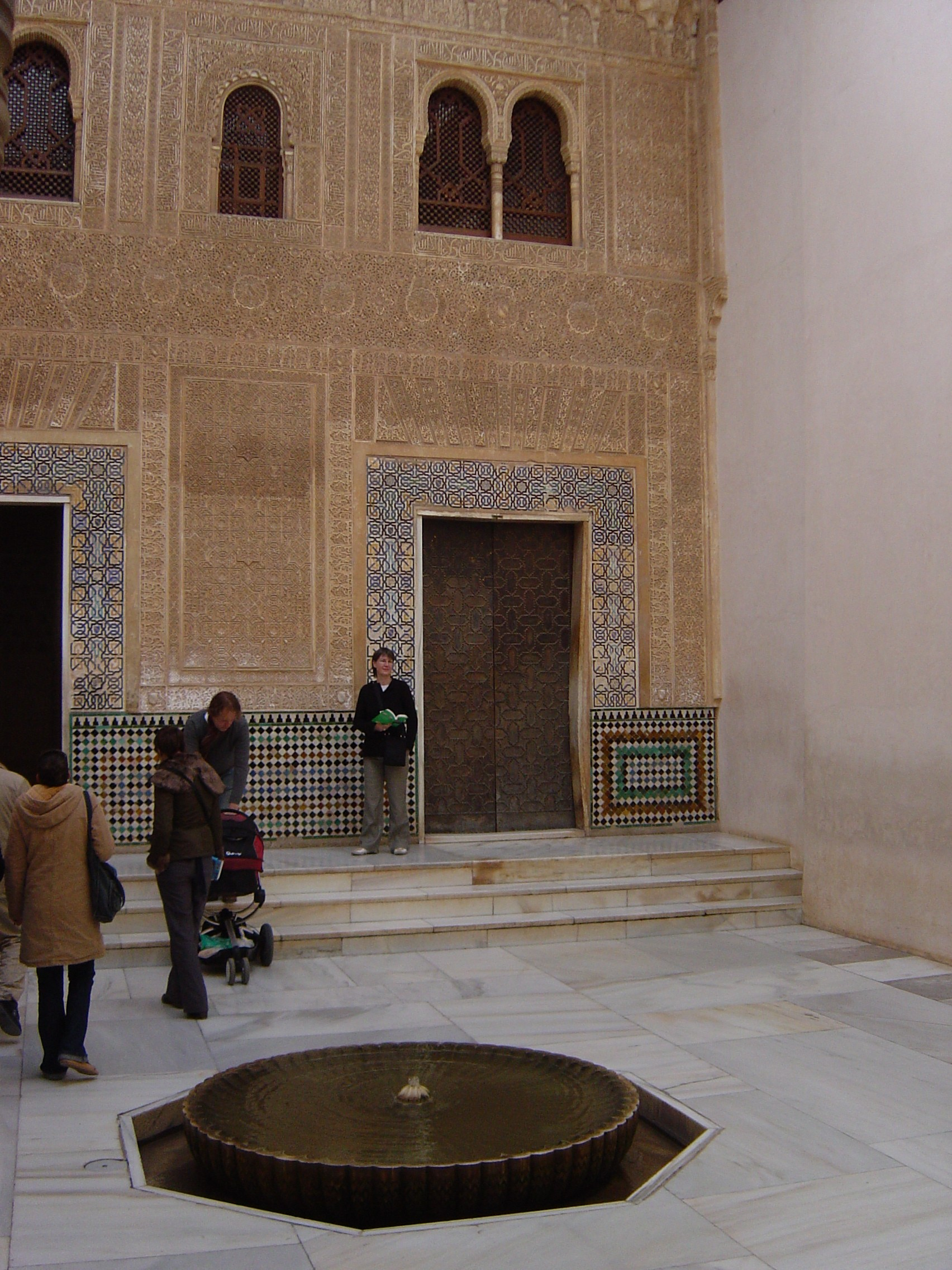
アルハンブラ宮殿、ナスル朝宮殿
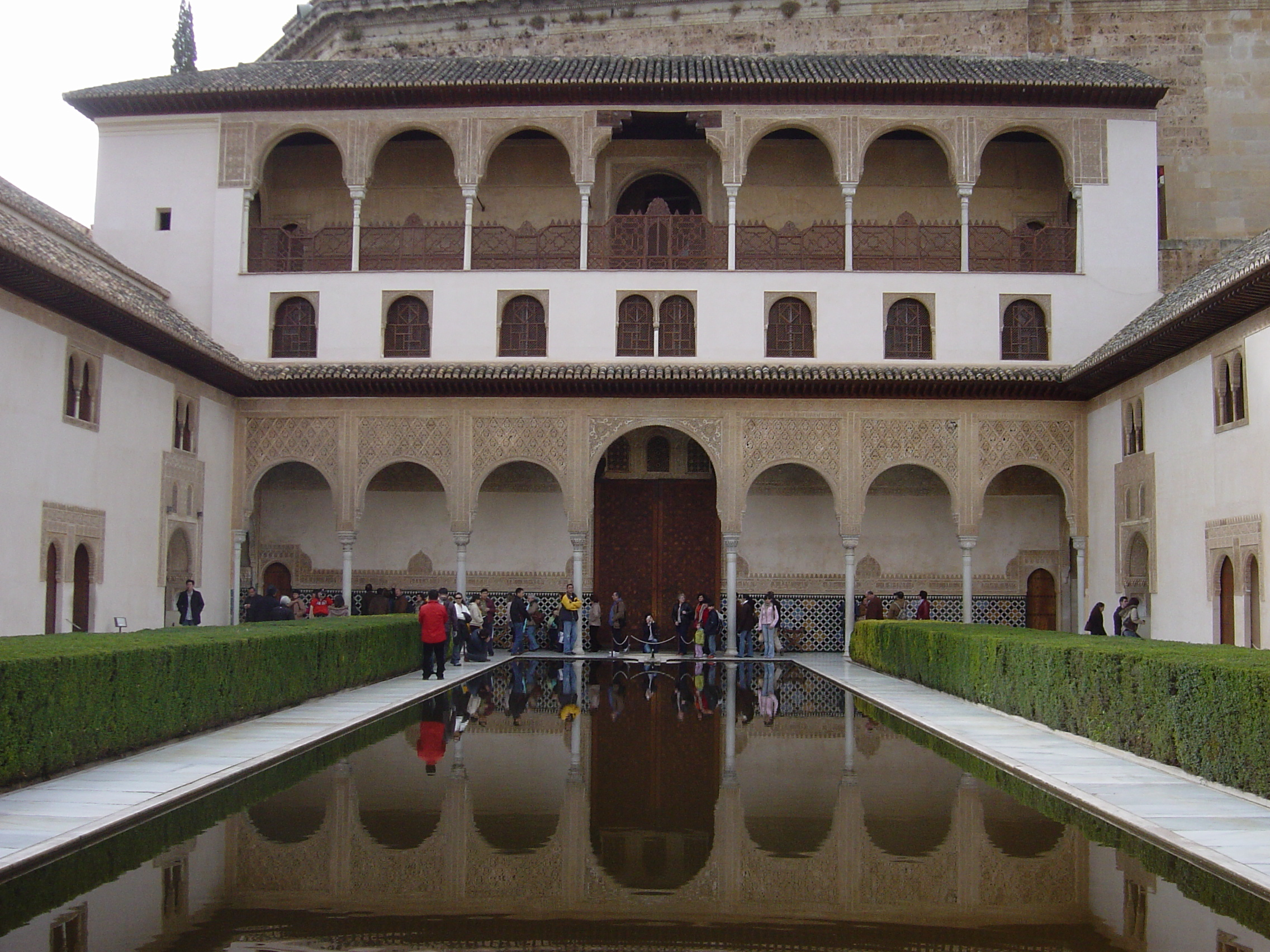
アルハンブラ宮殿、ナスル朝宮殿、メスアール宮
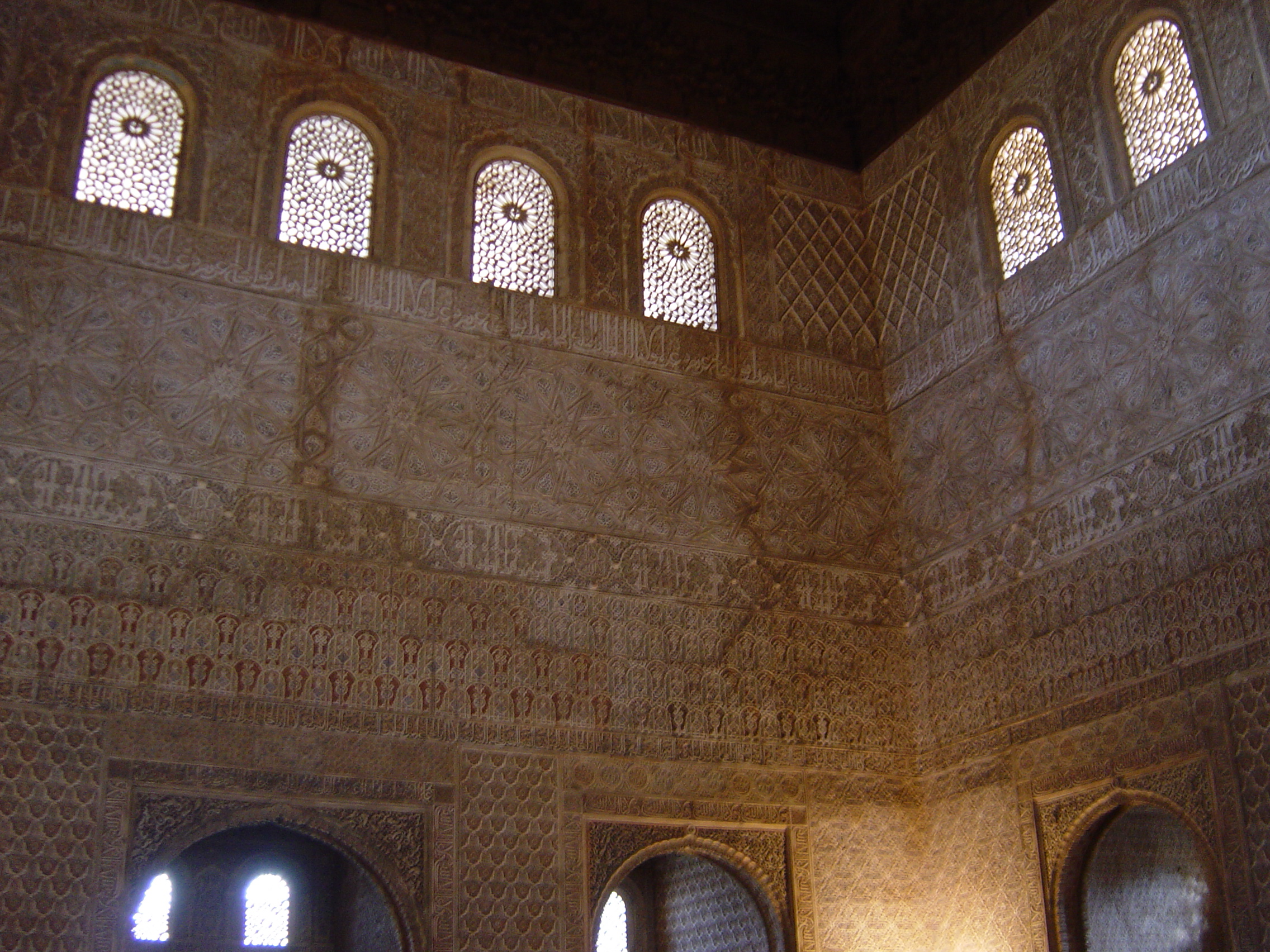
アルハンブラ宮殿
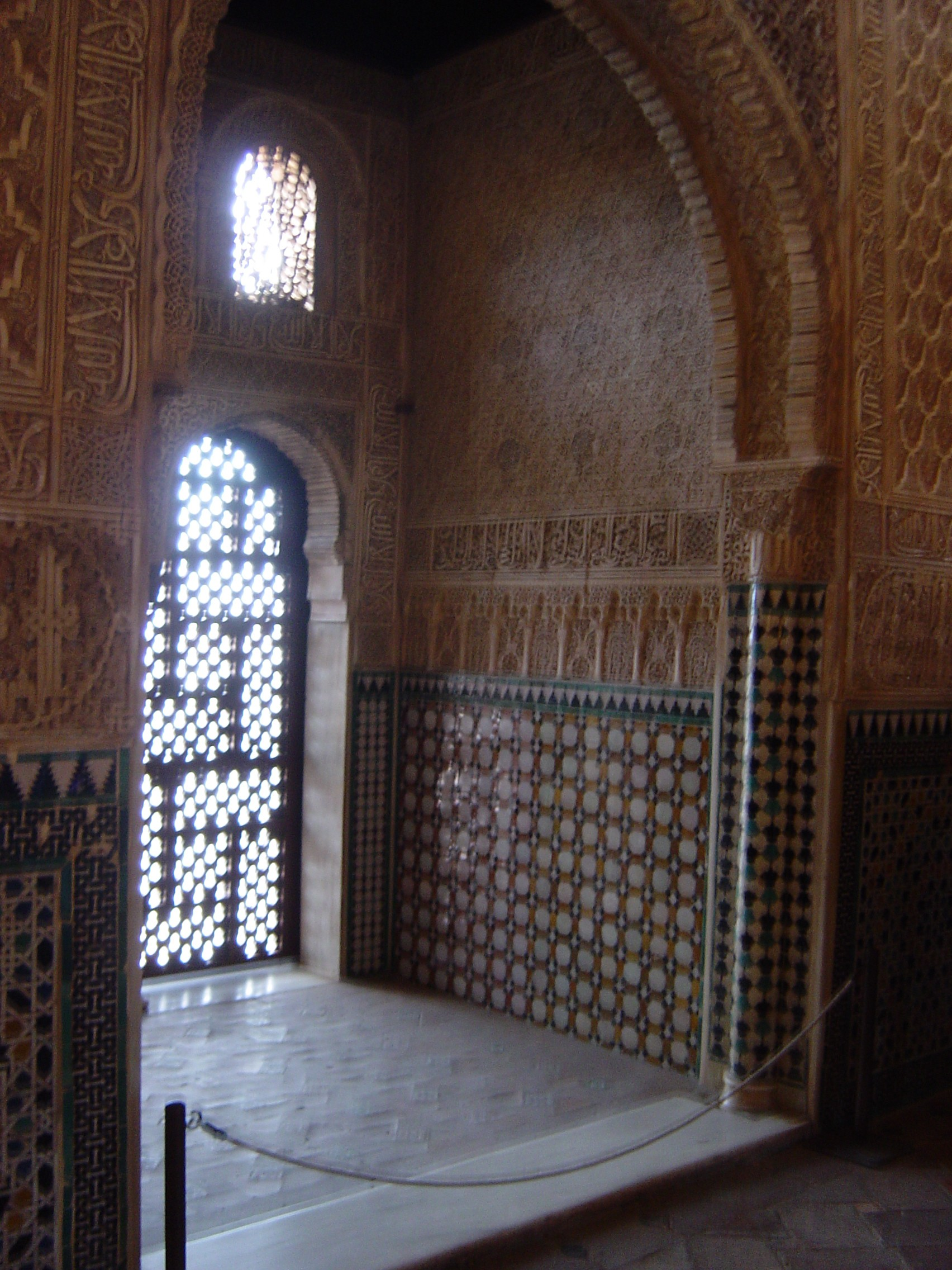
アルハンブラ宮殿
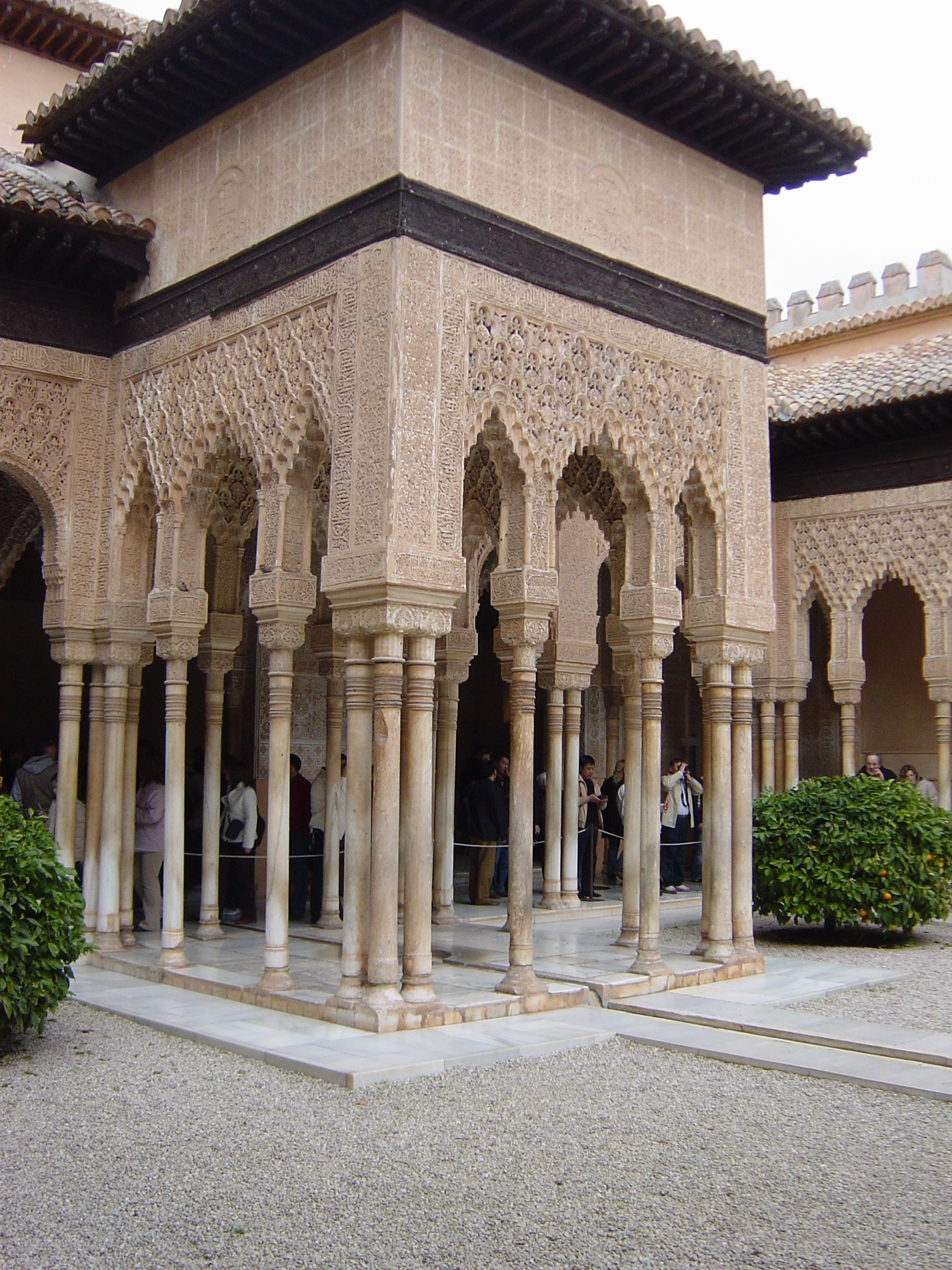
アルハンブラ宮殿
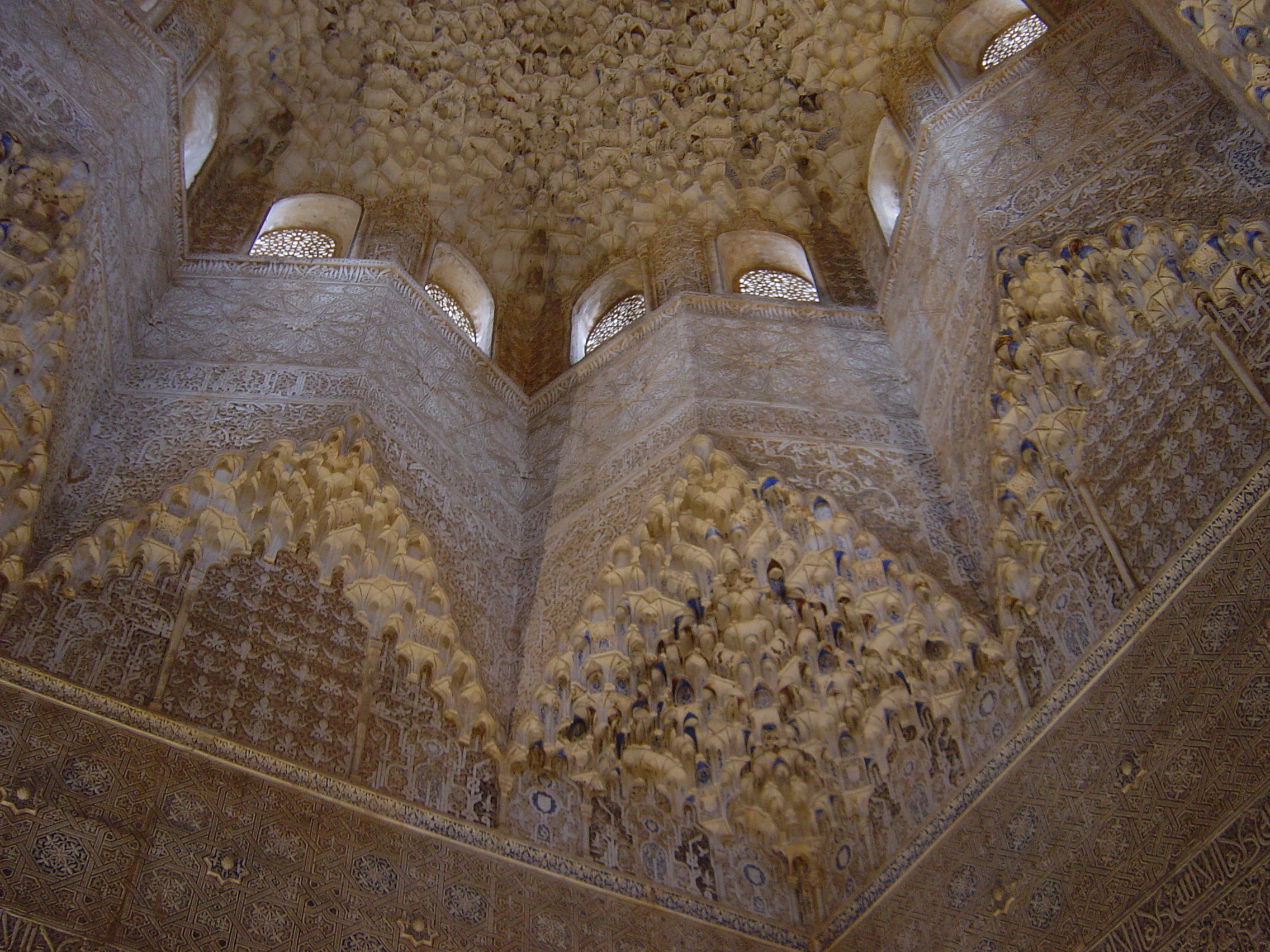
アルハンブラ宮殿
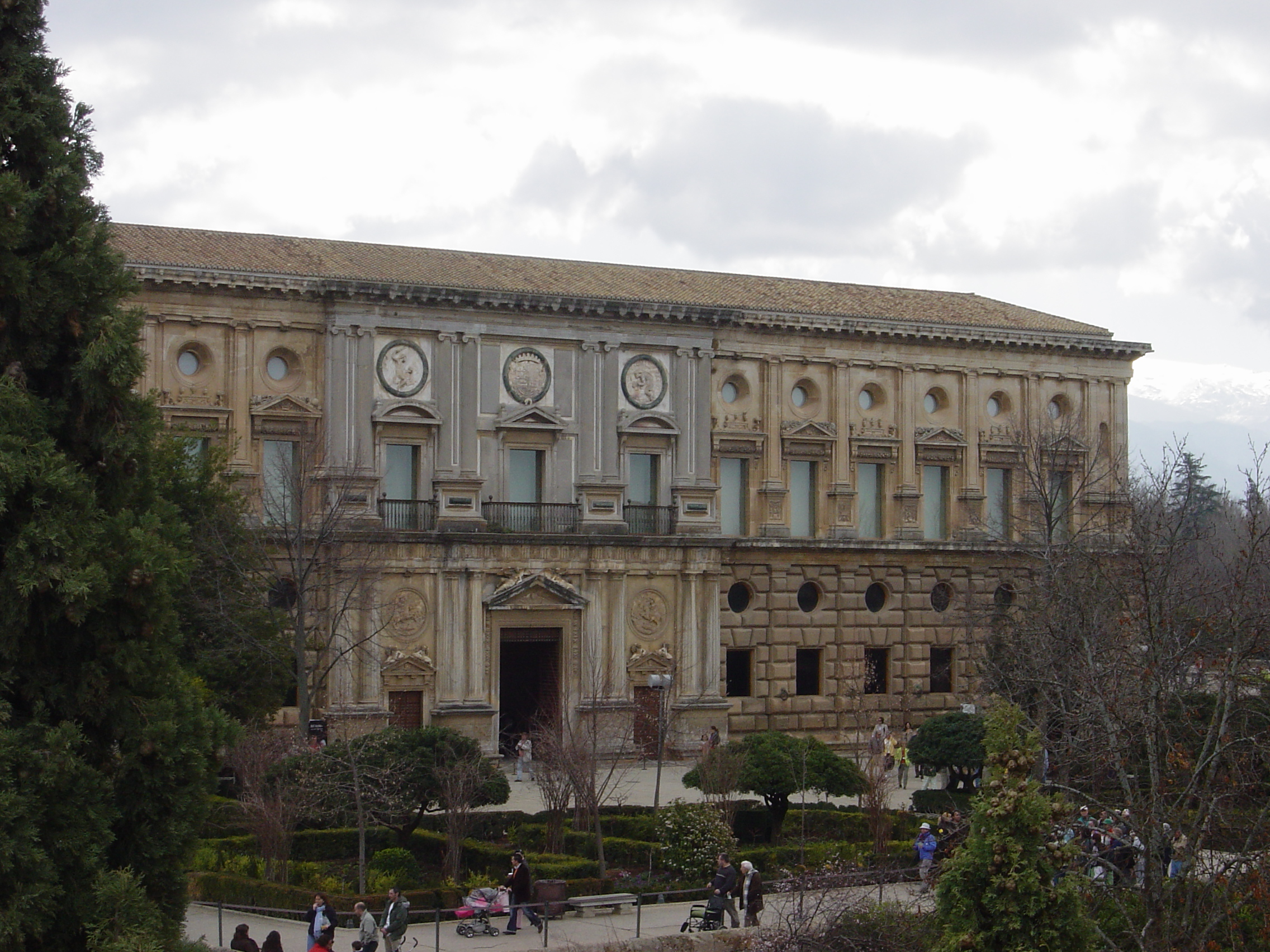
アルハンブラ宮殿、カルロス5世宮殿
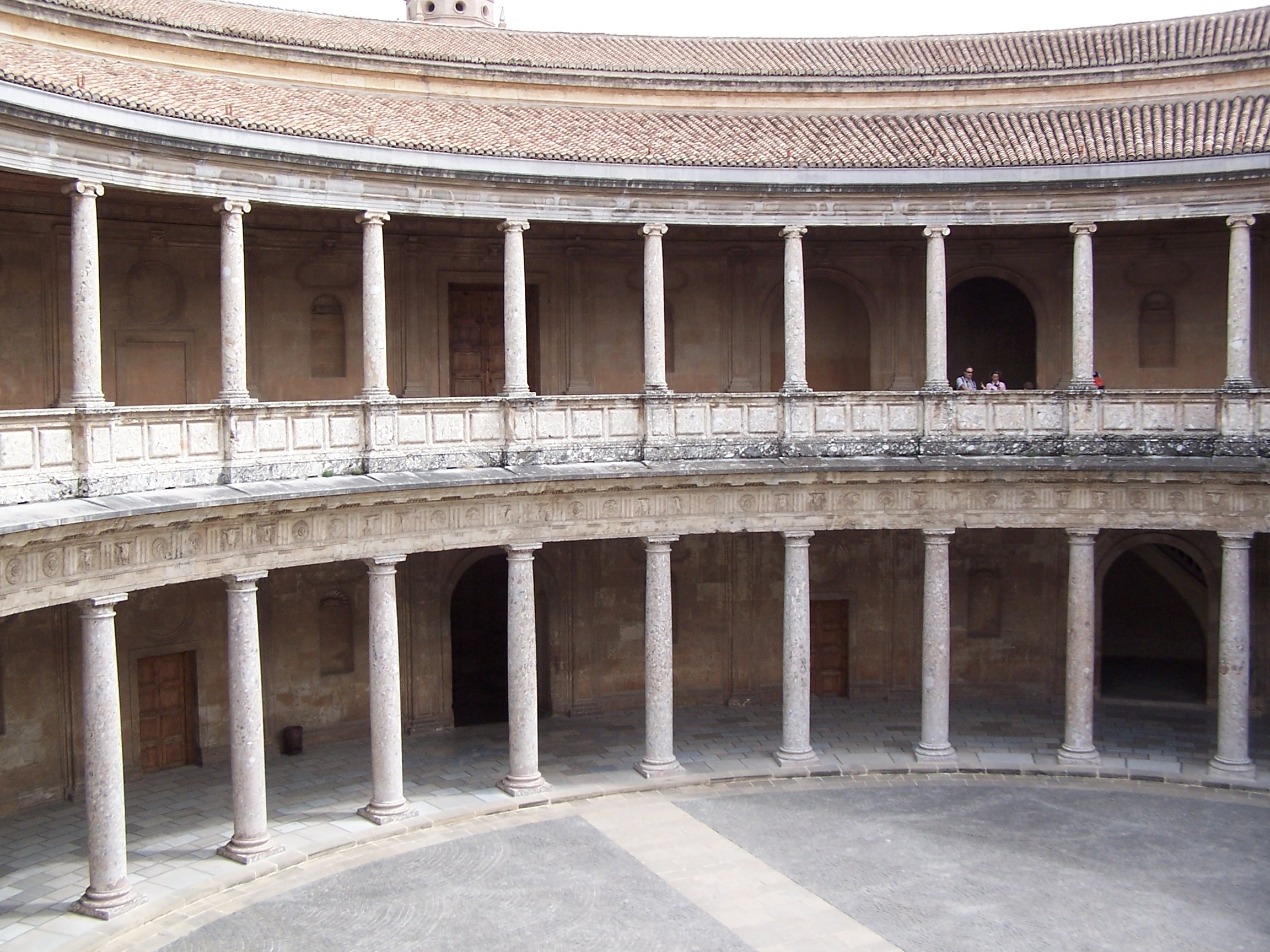
カルロス5世宮殿
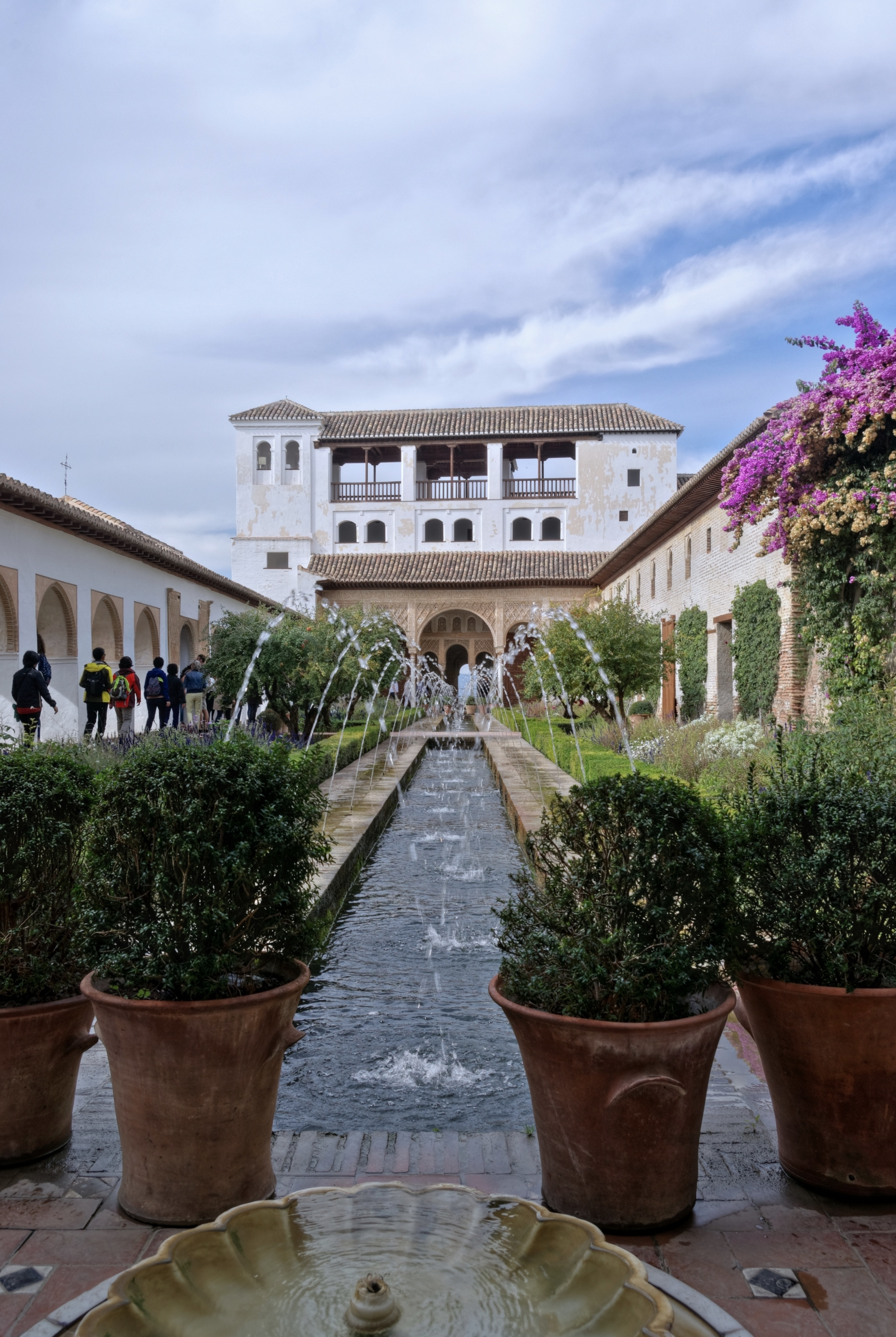
ヘネラリフェ
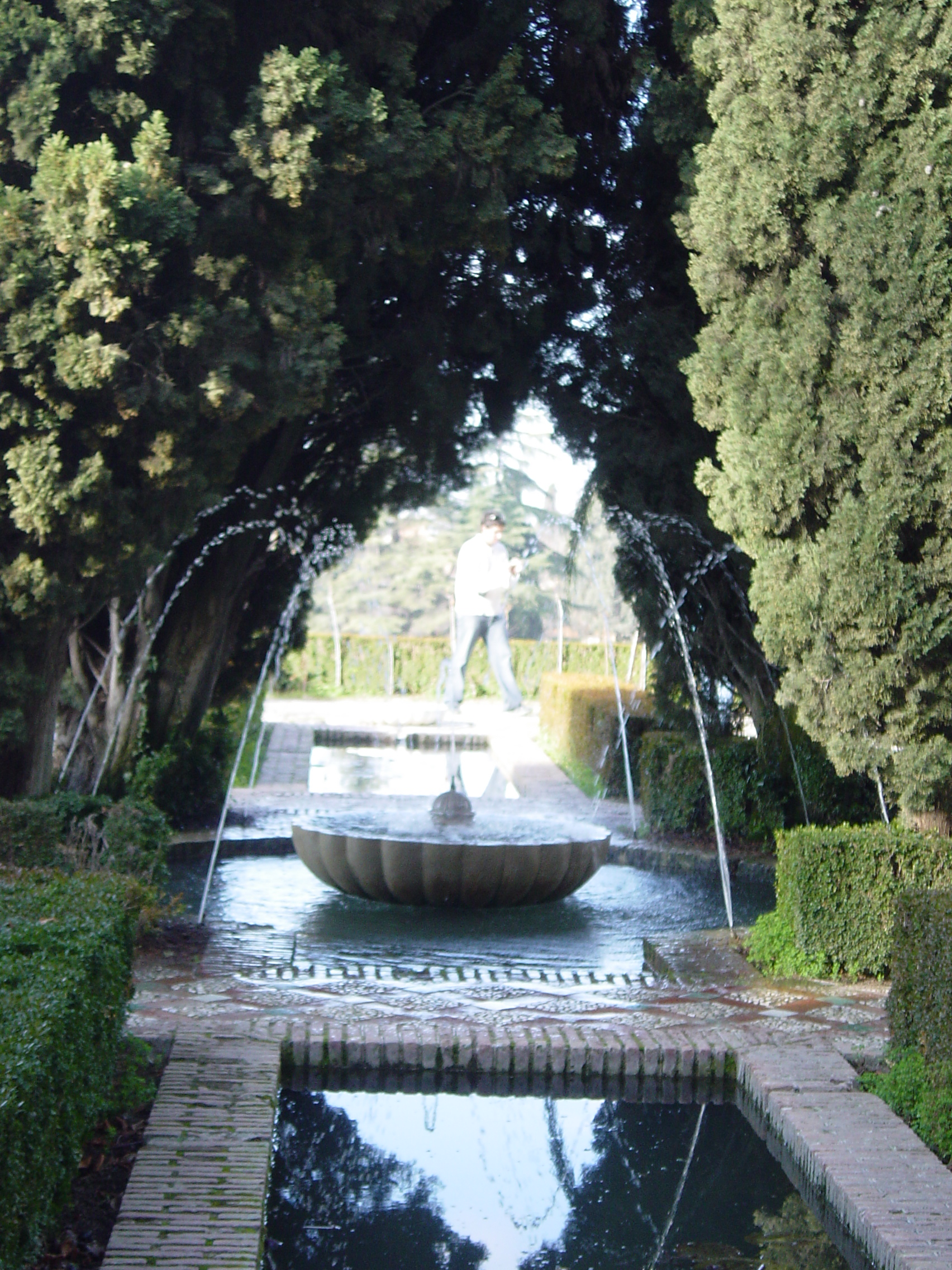
ヘネラリフェ
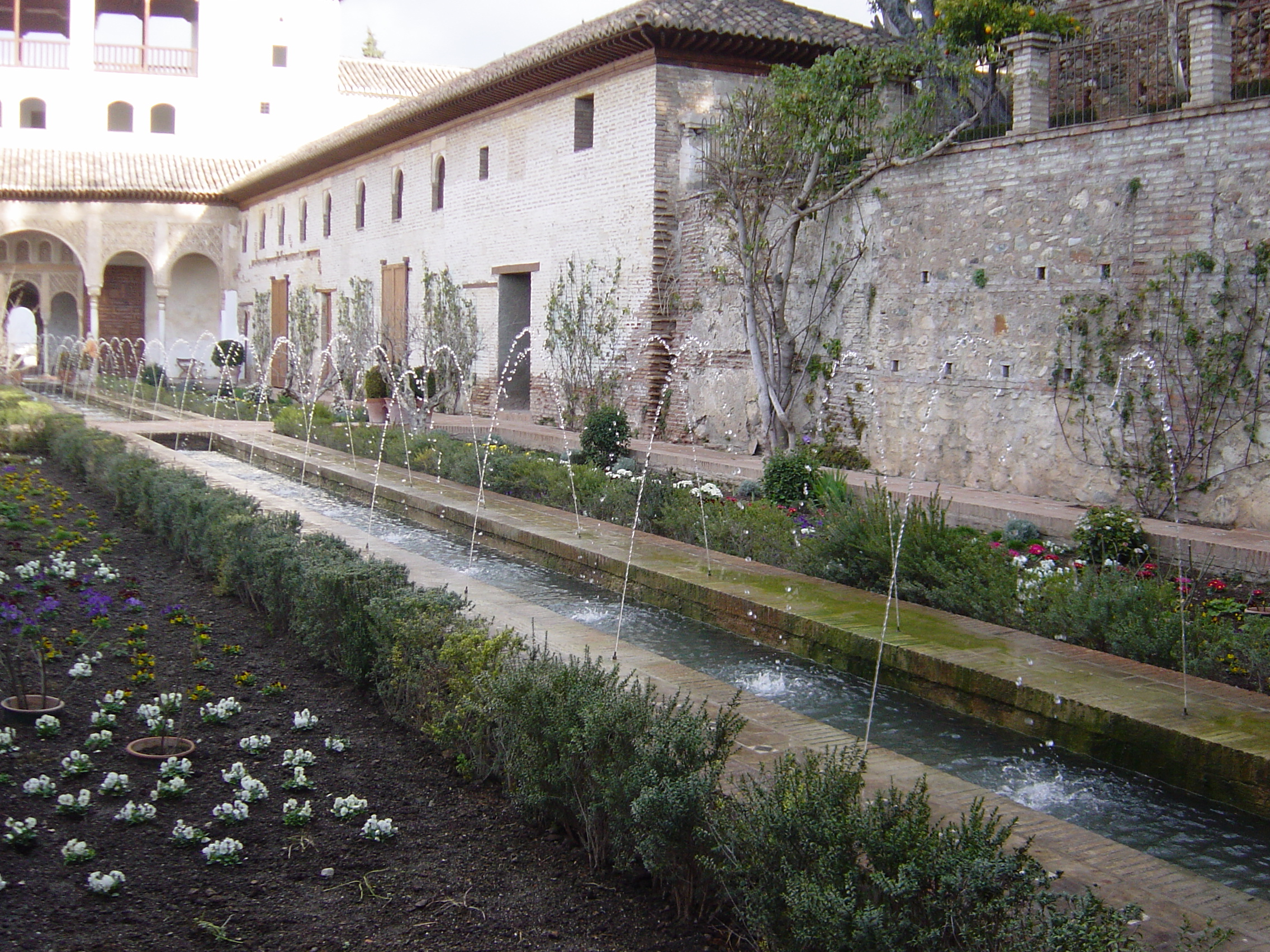
ヘネラリフェ
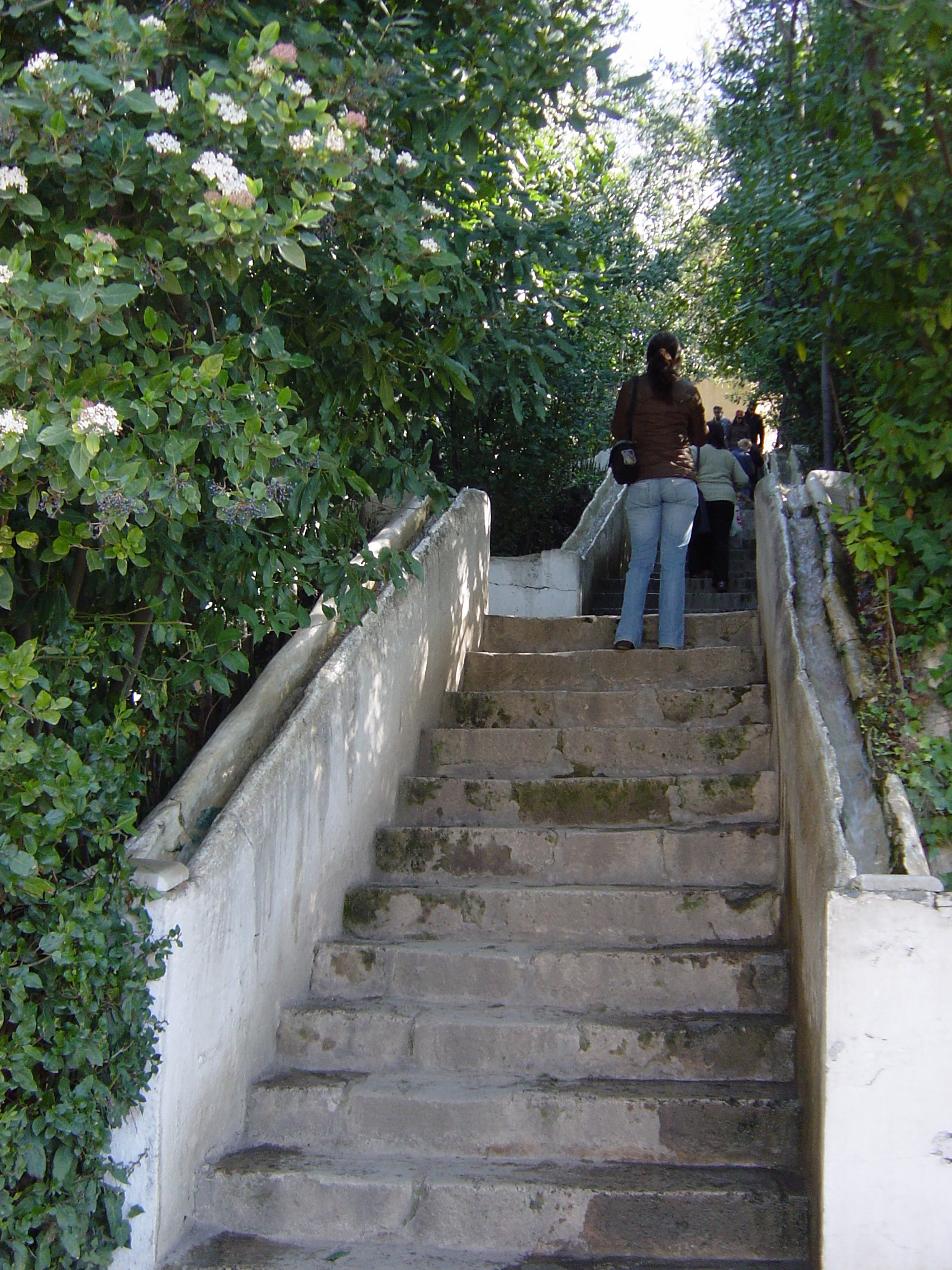
ヘネラリフェ
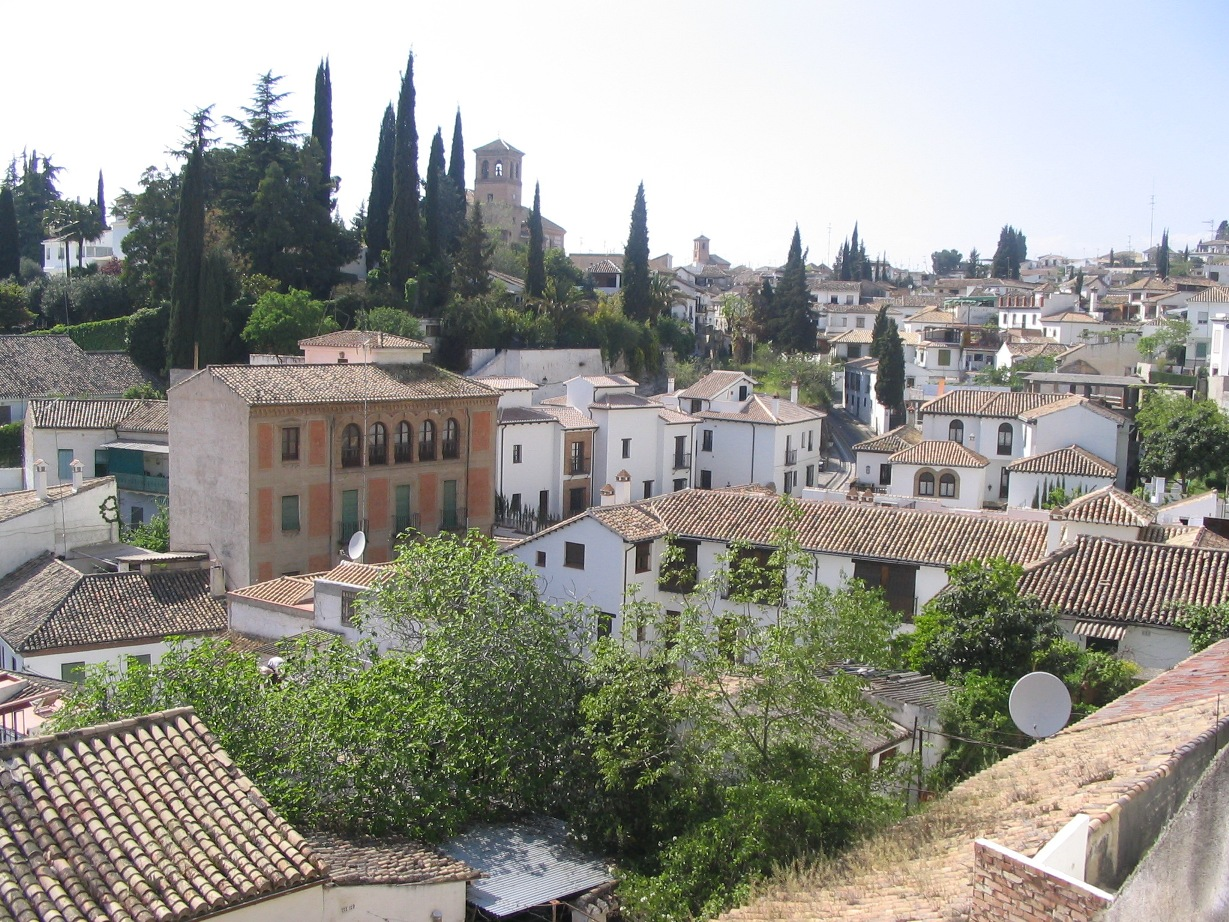
アルバイシン
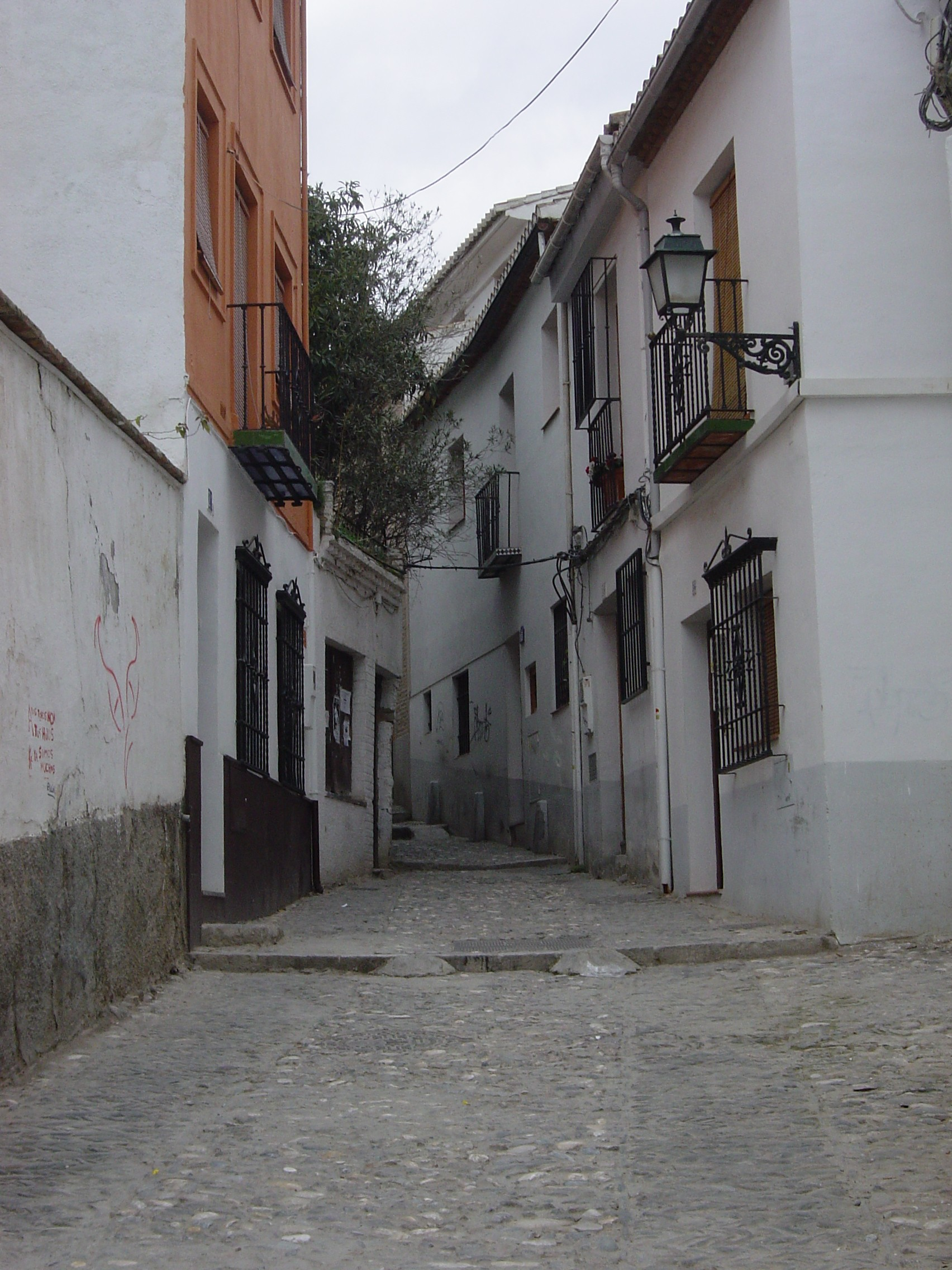
アルバイシン
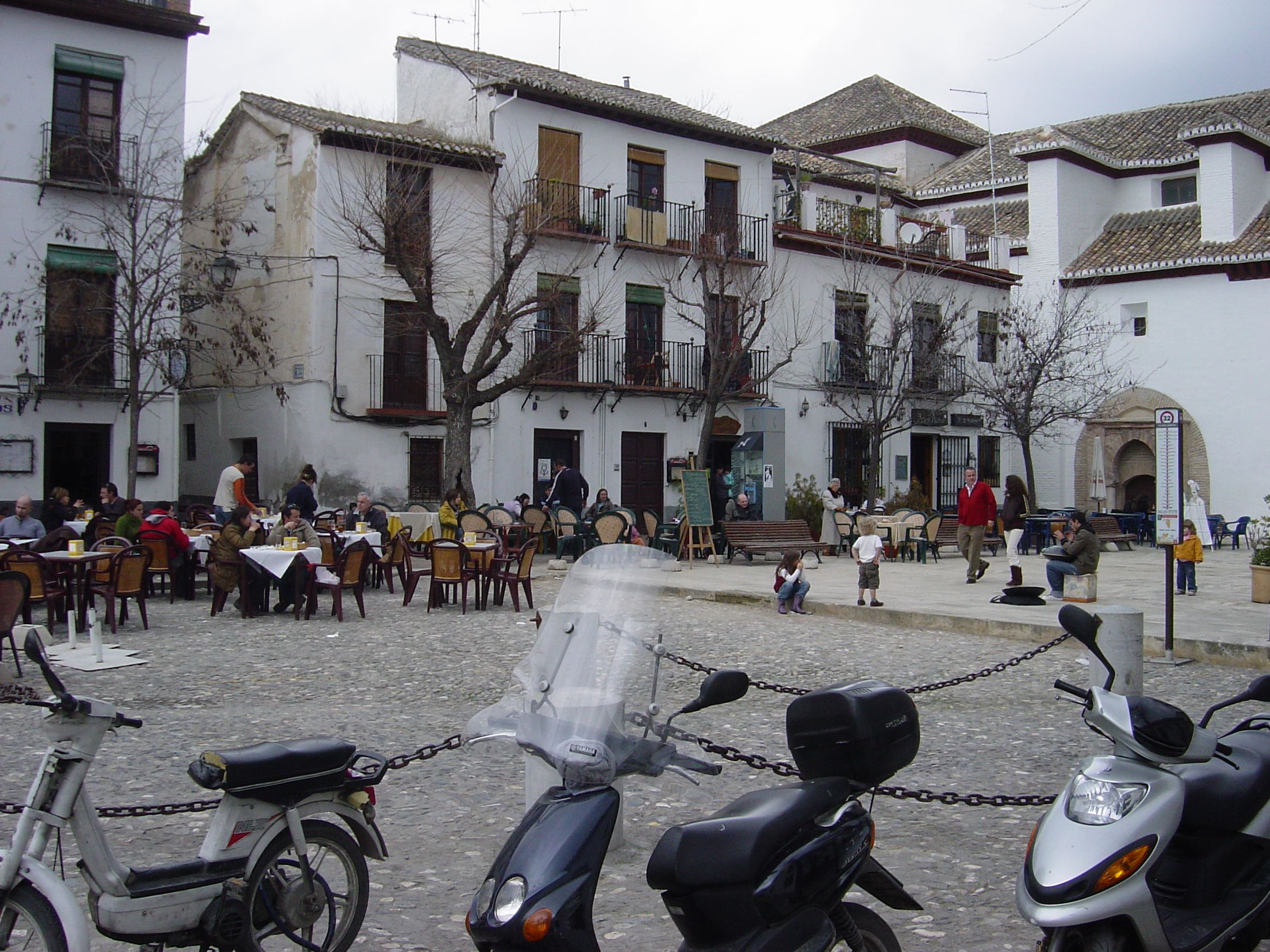
アルバイシン
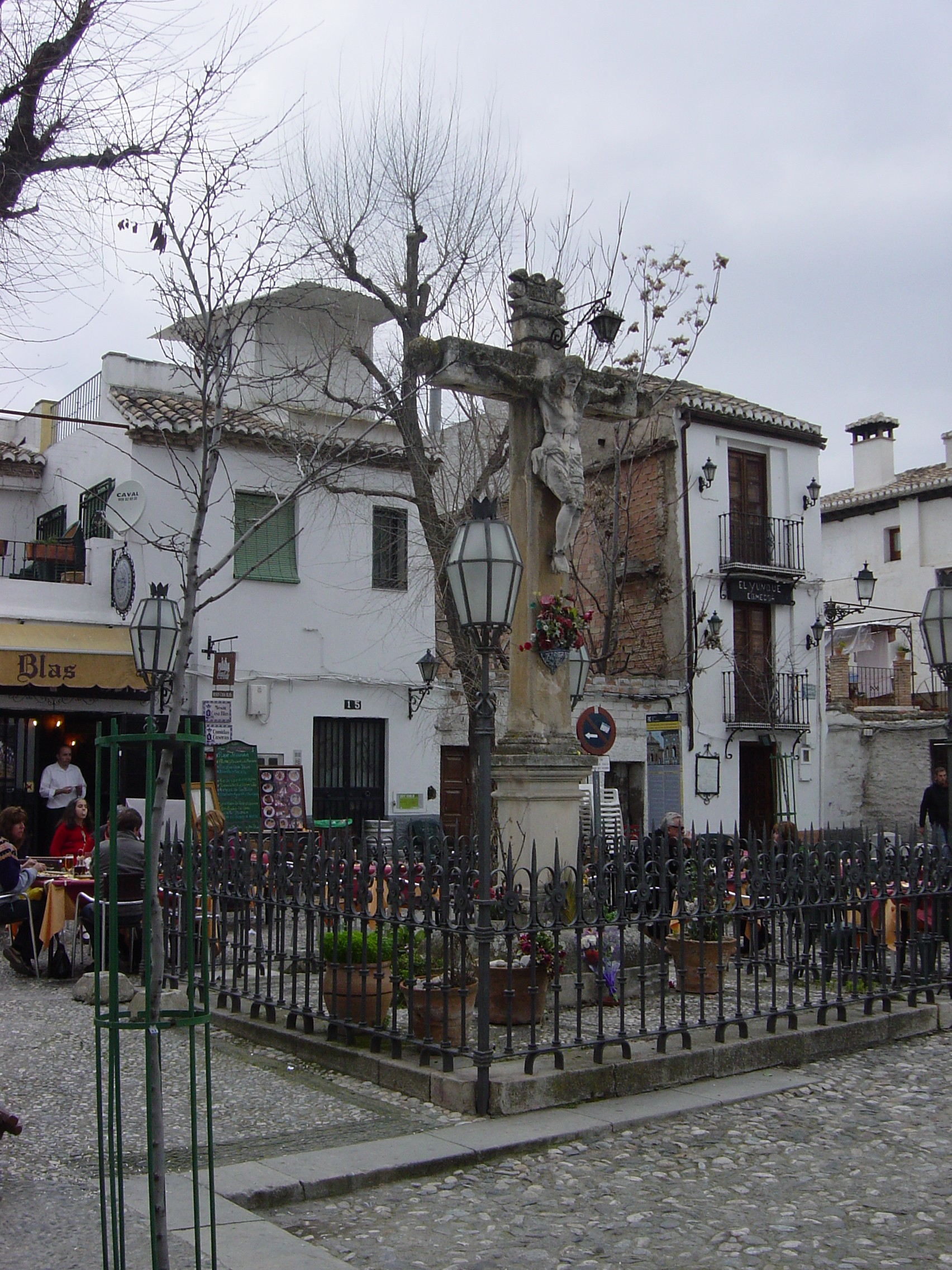
アルバイシン